# Liste der Bodendenkmäler in Antdorf
Auf dieser Seite sind die Bodendenkmäler in der oberbayerischen Gemeinde Antdorf zusammengestellt. Diese Tabelle ist eine Teilliste der Liste der Bodendenkmäler in Bayern. Grundlage ist die Bayerische Denkmalliste, die auf Basis des Bayerischen Denkmalschutzgesetzes vom 1. Oktober 1973 erstmals erstellt wurde und seither durch das Bayerische Landesamt für Denkmalpflege geführt wird. Die folgenden Angaben ersetzen nicht die rechtsverbindliche Auskunft der Denkmalschutzbehörde.

## Bodendenkmäler der Gemeinde

### Bodendenkmäler im Ortsteil Antdorf
| Lage                                  | Objekt | Akten-Nr.     | Bild           |
| ------------------------------------- | --- | ------------- | -------------- |
| Antdorf Iffeldorfer Straße (Standort) | Reihengräberfeld des frühen Mittelalters. | D-1-8233-0072 |                |
| Antdorf Kirnberg (Standort)           | Grabhügel vorgeschichtlicher Zeitstellung. | D-1-8233-0076 |                |
| Antdorf Kirchplatz 6 (Standort)       | Pfarrkirche St. Peter und Paul Untertägige mittelalterliche und frühneuzeitliche Befunde im Bereich der Katholischen Pfarrkirche St. Peter und Paul in Antdorf und ihrer Vorgängerbauten. | D-1-8233-0109 | weitere Bilder |

### Bodendenkmäler im Ortsteil Frauenrain
| Lage                                         | Objekt | Akten-Nr.     | Bild           |
| -------------------------------------------- | --- | ------------- | -------------- |
| Frauenrain östlich von Frauenrain (Standort) | Grabhügel vorgeschichtlicher Zeitstellung. | D-1-8233-0077 |                |
| Frauenrain (Standort)                        | Filialkirche Mariä Himmelfahrt Untertägige spätmittelalterliche und frühneuzeitliche Befunde im Bereich der Katholischen Filialkirche Mariä Himmelfahrt in Frauenrain und ihres Vorgängerbaus. | D-1-8233-0108 | weitere Bilder |